# Xenonsav
A xenonsav egy nemesgázvegyület, mely a xenon-trioxid vízben történő oldódása során keletkezik. Kémiai képlete H2XeO4. Nagyon erős oxidálószer. Bomlása veszélyes, mivel a folyamat során nagy mennyiségű gáz halmazállapotú termék – xenon, oxigén és ózon – keletkezik.
Létezését Linus Pauling 1933-ban már feltételezte. A xenonsavat a szerves kémiában oxidálószerként alkalmazzák.
A sóit xenátoknak nevezzük, bennük HXeO−4 anion található. Diszproporció révén hajlamos xenonra és perxenátokra bomlani:
2 HXeO−4 + 2 OH− → XeO4−6 + Xe + O2 + 2 H2O
A bomlás során felszabaduló energia elegendő arra, hogy a kétatomos oxigénből ózon keletkezzen:
3 O2 (g) → 2 O3 (g)
A teljesen deprotonált XeO2−4 aniont tartalmazó sói jelenleg nem ismertek.

## Fordítás
Ez a szócikk részben vagy egészben a Xenic acid című angol Wikipédia-szócikk ezen változatának fordításán alapul.  Az eredeti cikk szerkesztőit annak laptörténete sorolja fel. Ez a jelzés csupán a megfogalmazás eredetét és a szerzői jogokat jelzi, nem szolgál a cikkben szereplő információk forrásmegjelöléseként.